# Acronema tenerum
Acronema tenerum là một loài thực vật có hoa trong họ Hoa tán. Loài này được (DC.) Edgew. mô tả khoa học đầu tiên năm 1851.